# Buffy – Der Vampir-Killer
Buffy – Der Vampir-Killer ist eine US-amerikanische Horrorkomödie der Regisseurin Fran Rubel Kuzui aus dem Jahr 1992. Obwohl der Spielfilm in den USA an der Kinokasse nur knapp 16,7 Millionen US-Dollar einspielte, war der Drehbuchautor Joss Whedon von seinem Konzept so überzeugt, dass er aus diesem Stoff eine Fernsehserie entwickelte. Die Serie Buffy – Im Bann der Dämonen mit Sarah Michelle Gellar als Hauptdarstellerin startete 1997 und lief sieben Jahre lang.

## Handlung
Buffy Summers ist Cheerleaderin an der Hemery High School in Los Angeles. Ihre Hauptsorgen sind das Einkaufen und die Zeit, die sie mit ihren reichen, hochnäsigen Freunden und ihrem Freund Jeffrey verbringt. Als sie eines Tages in der Schule ist, wird sie von einem Mann angesprochen, der sich Merrick nennt. Er informiert sie, das nach einer langen Tradition zufolge in jeder Generation ein junges Mädchen auserwählt wird, um seine Mitmenschen vor Dämonen und Vampiren zu schützen: die Jägerin. Von höheren Mächten bekommt dieses Mädchen übernatürliche Kräfte für diesen Kampf verliehen. Sie wird von ihrem Wächter in verschiedenen Kampfsportarten und über Vampirismus unterrichtet, um den Kampf gegen den Vampirfürsten Lothos aufzunehmen. Buffy schafft den Wandel von der Cheerleaderin zur Jägerin. Anfangs jedoch zweifelt sie an ihrer Aufgabe, bis es zum ersten Treffen mit einem Vampir kommt. 
Der Konflikt beginnt mit dem lokalen Vampirkönig Lothos und seinem Gefolgsmann Amilyn. Zwei junge Männer, Pike und Benny, sind gerade beim Trinken, als sie von Amilyn angegriffen werden. Benny wird entführt, aber Pike wird von Merrick gerettet. Als Vampir besucht Benny seinen Freund Pike und versucht, ihn dazu zu bringen, sich ihm anzuschließen. Amilyn entführt auch Cassandra, ein Mädchen aus Buffys Klasse, und opfert sie Lothos.
Pike beschließt, die Stadt zu verlassen, als er merkt, dass er nicht mehr sicher ist. Sein Plan wird vereitelt, als er auf Amilyn und seine Vampirbande trifft, er wird jedoch von Buffy und Merrick gerett. Nach dieser Begegnung beginnen Buffy und Pike eine Freundschaft, die schließlich romantisch wird, und Pike wird Buffys Partner bei der Vampirjagd.
Buffy findet heraus, dass ihr Freund Grueller ein Vampir ist. Kurz nachdem er erledigt wurde, trifft Buffy auf Lothos und Amilyn. Der Vampirkönig versetzt Buffy in eine hypnotische Trance. Merrick greift ein, wird aber von Lothos schwer verletzt, als dieser versucht, ihn zu pfählen. Als Merrick im Sterben liegt, sagt er Buffy, dass sie die Dinge auf ihre eigene Weise tun soll, anstatt nach den Regeln anderer zu leben.
In der Schule versucht Buffy, ihren Freunden die Dinge zu erklären, aber diese weigern sich, sie zu verstehen, da sie sich mehr um einen bevorstehenden Schultanz kümmern. Buffy überwirft sich mit ihnen, als sie erkennt, dass sie über ihr unreifes und egoistisches Verhalten hinausgewachsen ist.
Beim Abschlusstanz ist Buffy bestürzt, als sie feststellt, dass Jeffrey sie verlassen hat und mit ihrer Freundin Jenny zum Tanz gekommen ist. Sie trifft sich mit Pike und tanzt stattdessen mit ihm. Lothos schickt seine Armee von Vampirschergen zur Schule, um die Gäste anzugreifen. Unter den Gästen befindet sich auch Cassandra, obwohl nicht bekannt ist, das sie nun ein Vampir ist. Während des Angriffs versuchen Schüler und Betreuer, die Vampire in der Turnhalle abzuwehren. Pike tötet Benny nach dem Kampf mit hoher Elektrizität, während Buffy Amilyn und Lothos im Keller der Schule zur Rede stellt. Sie tötet Amilyn, aber Lothos fängt wieder an, sie zu hypnotisieren. Die Trance wird unterbrochen, als Buffy an Merricks letzte Worte erinnert wird und sie sich gegen Lothos wehrt.
Buffy kehrt ins Fitnessstudio zurück, und Lothos taucht plötzlich mit einem Schwert auf. Die Jägerin und der Vampirfürst duellieren sich und Buffy schafft es, ihn zu besiegen und Merrick zu rächen. Buffy und Pike tanzen noch einmal und später fährt das Paar auf einem Motorrad davon.

## Kritiken
„Im Kino floppte der Mix aus Vampirhorror und Teenieposse. Drehbuchautor Joss Whedon arbeitete das Konzept 1997 zur TV-Serie mit Sarah Michelle Gellar um. Ein Riesenerfolg. Fazit: Dem Beißerreißer fehlt der rechte Biss.“

„Geschickt ist die gut fotografierte sentimentale Teenie-Komödie mit komisch-albernen und actiongeladenen Horror-Elementen verknüpft. Freche Dialoge und die Besetzung mit Teenager-Idolen richten sich gezielt an ein jugendliches Publikum.“